# Аттапы (город)
Аттапы (лаос. ອັດຕະປື) — город в Лаосе. Административный центр провинции Аттапы.
Город находится в малонаселённой местности и расположен в долине на высоте 93 метров над уровнем моря.